# Аттавапіскат
Аттавапіскат (англ. Attawapiskat River) — річка на північному сході провінції Онтаріо (Канада).

## Географія
Річка бере початок в однойменному озері. Тече в східному напрямку і впадає в протоку Акіміскі, що відокремлює острів Акіміскі в затоці Джеймс від материкової частини Канади. Довжина річки Аттавапіскат становить 748 км, площа басейну дорівнює 50 200 км².
Найбільші притоки — Міссіса (правий), Мюкетей (лівий). Ділянка річки від озера Аттавапіскат до місця впадання річки Мюкетей входить до складу провінційного парку Отоскуін / Аттавапіскат Рівер (Otoskwin / Attawapiskat River Provincial Park). Болота і водойми навколо річки мають важливе значення для перелітних водоплавних птахів, особливо для численних качок і гусей.
Незважаючи на віддаленість річки, в літній час розвинене любительське рибальство на судака і щуку.

## Геологія
Менш ніж в ста кілометрах від гирла річки розміщується група з високих вапнякових островів, яким каноїсти дали прізвисько «іменинні торти». Скельні утворення унікальні для даного регіону. Слово з мови крі, chat-a-wa-pis-shkag, що відноситься до цих островів, дало ім'я річці. Більшу частину свого шляху річка несудохідна і доступна тільки для каное.

## Економіка
Невелике однойменне селище, населене індіанцями крі, розташоване у гирлі річки. 26 червня 2008 компанія De Beers відкрила шахту Victor Diamond Mine на кемберлітовому полі Аттавапіскат в 90 км на захід від селища, поблизу річки Аттавапіскат. Компанія розраховує видобувати тут 600 тисяч карат (120 кг) алмазів на рік.
У квітні 2016 року влада індіанської резервації, що на півночі канадської провінції Онтаріо, населеної індіанцями крі, оголосила надзвичайний стан через самогубства, прем'єр-міністр Канади Джастін Трюдо назвав ситуацію в громаді Аттавапіскат жахливою. Вважається, що такі випадки трапляються в основному з економічних причин.